# Святослав (линейный корабль, 1769)
«Святослав» — парусный линейный корабль Балтийского флота Российской империи, участник Первой Архипелагской экспедиции во время русско-турецкой войны 1768—1774 годов, в том числе Хиосского сражения.

## Описание судна
Представитель серии парусных трёхдечных линейных кораблей типа «Святой Павел». Корабли этого типа строились с 1743 по 1770 год в Санкт-Петербургском адмиралтействе. Всего в рамках серии было построено 10 линейных кораблей. Длина корабля составляла 55,5 метра, ширина — 14,1 метра, а осадка — 6,3 метра. Первоначальное вооружение судна состояло из 80-ти орудий, однако во время тимберовки в Портсмуте 1769—1770 годов для улучшения мореходности у корабля был снят верхний дек и он был переоборудован в 72-пушечный.

## История службы
Линейный корабль «Святослав» был заложен в Санкт-Петербургском адмиралтействе 13 (24) июня 1766 года и после спуска на воду 29 мая (9 июня) 1769 года вошёл в состав Балтийского флота России. Строительство вёл корабельный мастер И. В. Ямес.
Принимал участие в русско-турецкой войне 1768—1774 годов. В 1769 году был включён в состав Первой Архипелагской эскадры контр-адмирала Г. А. Спиридова, 27 июля (7 августа) покинул Кронштадт и 6 (17) августа присоединился к остальным судам эскадры в районе острова Борнгольм. Однако 9 (20) августа на корабле открылась течь, и он вынужден был покинуть эскадру и уйти в Ревель, где 12 (23) августа был введен в гавань для ремонта. 17 (28) октября корабль был исправлен и ушёл из Ревеля, а 24 ноября (5 декабря) прибыл на Эльсинорский рейд ко Второй Архипелагской эскадре контр-адмирала Д. Эльфинстона. 4 (15) декабря в составе этой эскадры ушёл с Эльсинорского рейда и 27 декабря 1769 (7 января 1770) года прибыл в Портсмут, где был поставлен в док для тимберовки. Там же в должности командира корабля капитана бригадирского ранга И. Я. Барша сменил капитан 1-го ранга С. П. Хметевский.
2 (13) апреля 1770 года эскадра, в составе которой находился и «Святослав», ушла из Портсмута в Средиземное море. Пройдя по маршруту Финистерре — Гибралтар — Мальта, 11 (22) мая 1770 года эскадра пришла в Колокифский залив, где в порту Рупино был высажен десант доставленных из России войск, а на следующий день корабли эскадры эскадра вновь вышли в море на поиск неприятельских судов. 16 (27) мая у острова специя была обнаружена и атакована турецкая эскадра, которая под натиском российских судов была вынуждена уйти к под защиту батарей крепости Наполи-ди-Романья в Навплийский залив. Однако на следующий день 11 (28) мая российские корабли атаковали эту эскадру. 22 мая (2 июня) произошло соединение архипелагских эскадр Д. Эльфинстона и Г А. Спиридова, и «Святослав» в составе объединённой эскадры вышел на поиск турецкого флота.
24 июня (5 июля) корабль принимал участие в Хиосском сражении, в котором под флагом контр-адмирала Д. Эльфинстона находился в арьергарде.
1 (12) июля возглавил эскадру, направленную для блокады пролива Дарданеллы. С 14 (25) по 16 (27) июля эскадра под огнём неприятельских береговых батарей пыталась зайти в пролив, однако позже заняла позицию перед его входом. 5 (16) сентября корабли эскадры были отозваны к главнокомандующему флотом графу А. Г. Орлову и, оставив Дарданеллы, взяли курс на остров Лемнос для соединения с остальным флотом. На следующий день при подходе к Лемносу по вине лоцмана Гордона «Святослав» сел на северный риф острова. Остальные суда эскадры пришли на помощь терпящему бедствие кораблю, однако в силу штормовой погоды работы по спасению судна были затруднены. В течение шести дней продолжались работы по снятию экипажа корабля, контр-адмирал Д. Эльфинстон был снят с корабля на четвёртый день, командир корабля В. В. Роксбург покинул судно последним 12 (23) сентября. Спасение груза продолжались до 27 сентября (8 октября), однако сам корабль к окончанию работ был совершенно разбит волнами и чтобы не достался противнику был в тот же день подожжён.

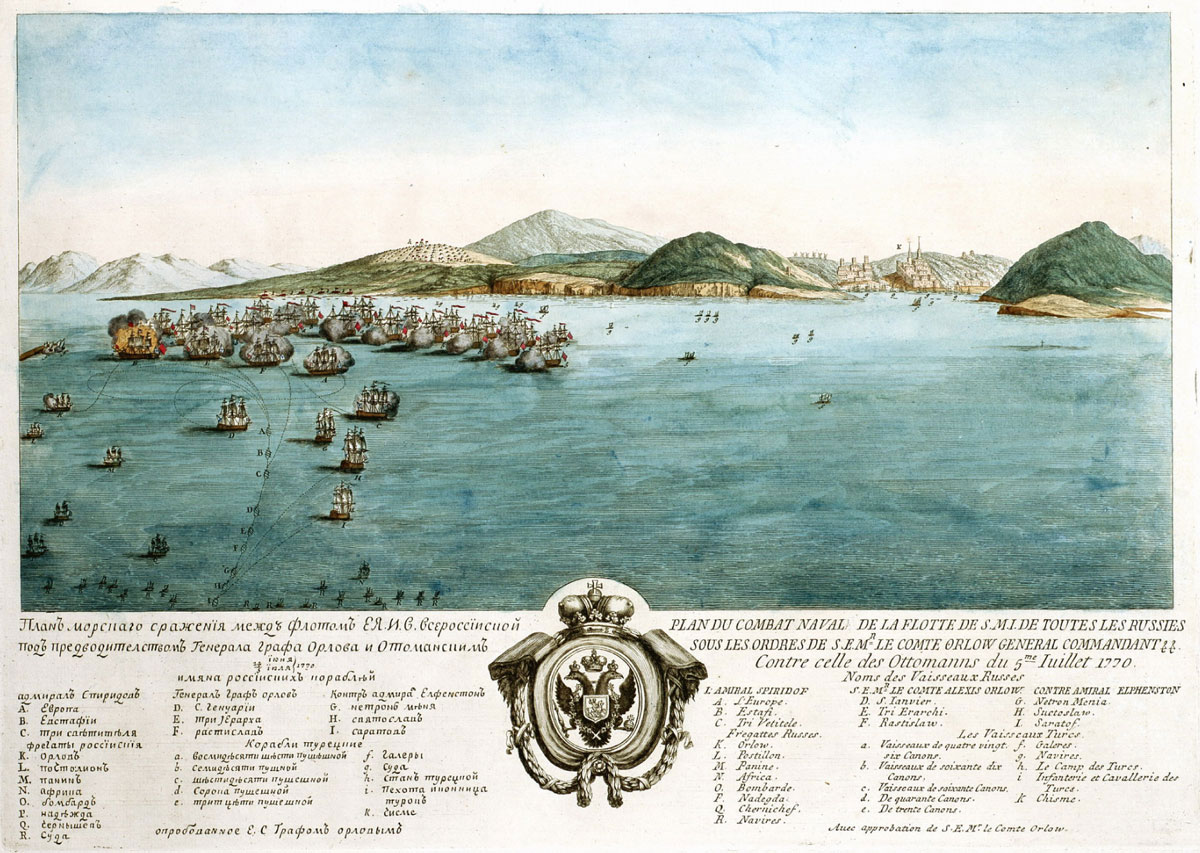
Рисованый план Хиосского сражения

Во время кораблекрушения никто из членов экипажа не погиб. Контр-адмирал Д. Эльфинстон был обвинен судом в принятии на службу несведущего лоцмана и излишнем к нему доверии, но приговор ему не был вынесен. Лоцман Гордон был приговорён к смертной казни, однако ему удалось бежать.
Впоследствии Д. Эльфинстон писал графу Панину следующее:
Никогда не забуду потеряния Святослава. Также и чувствуемого мною мучения: дети мои были со мной при сём мучении. Я надеюсь, что в сём деле публично справиться можно, то виновные будут наказаны, ибо никто, никогда, столь стыдным образом корабля не теряли. Подумайте Ваше Сиятельство какое мне было удивление, когда я был первая особа на корабле, который почувствовал, что оный ударился о мель
Командующий флотом граф А. Г. Орлов писал об этом событии контр-адмиралу Г. А. Спиридову следующее:
Несчастный случай, потерянием корабля последовавший по обстоятельствам нынешних наших предприятий столь чувствителен, что не могу я достаточно описать вам моего сожаления

## Командиры корабля
Командирами линейного корабля «Святослав» в разное время служили:
- капитан бригадирского ранга И. Я. Барш (1769 год)[13];
- капитан 1-го ранга С. П. Хметевский (с января по июнь 1770 года)[9];
- капитан 1-го ранга В. В. Роксбург (с июня 1770 года).

### Комментарии
1. ↑  Также в серию входили линейные корабли «Святой Иоанн Златоуст первый», «Святой Николай», «Святой Андрей Первозванный», «Святой Климент Папа Римский», «Кир Иоанн», «Святая Екатерина», «Чесма» и два «Святых Павла» 1743 и 1755 годов постройки
2. ↑  169 футов.
3. ↑  46 футов 4 дюйма.
4. ↑  20 футов 7 дюймов.
5. ↑  В составе эскадры был заменён 66-пушечным «Ростиславом».
6. ↑  По другим данным 29 сентября (10 октября).